# 那桐旧居
那桐旧居是清末朝廷重臣、内务府满洲镶黄旗人那桐在天津的旧居，该建筑始建于民国初年，坐落于当时的天津英租界的红墙道（Recreatin Road）（今和平区新华路176号），目前是天津市文物保护单位和重点保护等级历史风貌建筑。

## 建筑风格
那桐旧居东临新华路，南抵南京路，西临河北路，北临烟台道。旧居内原有一大一小两座德式别墅，大楼为钢筋混凝土建筑，已于1980年拆除，小楼现存留为二层砖木结构德式别墅洋楼，建筑面积为500平方米，内设15间房间，建筑内部设有中、西式两种客厅，顶部为红瓦顶。院内设有四个车房和花坛水池。